# ميدان القاهرة
ميدان القاهرة، من أشهر تقاطعات مدينة الرياض، يصل بين طريق الملك فهد وطريق خريص، وله شكله المميز فهو على شكل وردة من أربع فروع. وتكمن أهميته في أنه يربط طريق الملك فهد الذي يصل القصيم والخرج قاطع الرياض من الشمال إلى الجنوب وطريق خريص الذي يصل الثمامة ومكة قاطعًا الرياض من الغرب إلى الشرق.